# Glencairn whiskyglas
Glencairn whiskyglas er en type drikkeglas, der er særligt udviklet af Glencairn Crystal Ltd i Skotland til at drikke whisky af. Glasset blev designet af Raymond Davidson, der var administrerende direktør i virksomheden, på baggrund af den form som duftglas havde på whiskylaboratorier over hele Skotland. Master blendere fra fem af de største whiskydestillerier i Skotland bidrog også til udviklingen af glassets form, der er designet til at giver en stor overflade til væske og men samle aromaerne. De første glas blev produceret i 2001.
Glasset er omkring 115 mm højt og findes i tre udgaver; 24% blykrystal, blyfri krystal og kalk-natron-glas. Størstedelen af de glas, der bliver solgt, er i den blyfri udgave. Produktionen af kalk-natron-glasset blev stoppet i 2008.
Glencairn whiskyglasset kan indeholder omkring 175 mL, men er designet til at hælde omkring 50 mL væske i, således at overfladen er størst mulig.
I 2006 vandt glasset Queen's Award for innovation.
Glencairn-glasset er ikke det første på markedet, der er designet specifikt til at drikke whisky af. Eksempelvis producerer både Riedel og Norlan Glass lignende glas. Glencairns var dog det første som Scotch Whisky Association godkendt, og det bliver brugt a falle whiskyfirmaer i Skotland og Irland.
En række andre glas bruges også til at drikke whisky heriblandt Old Fashioned, cognacglas og sherryglas. Selvom særlig old fashioned er meget udbredt, så samler det ikke drikkens aromaer på samme måde som Glencairn.